# Julio De Caro

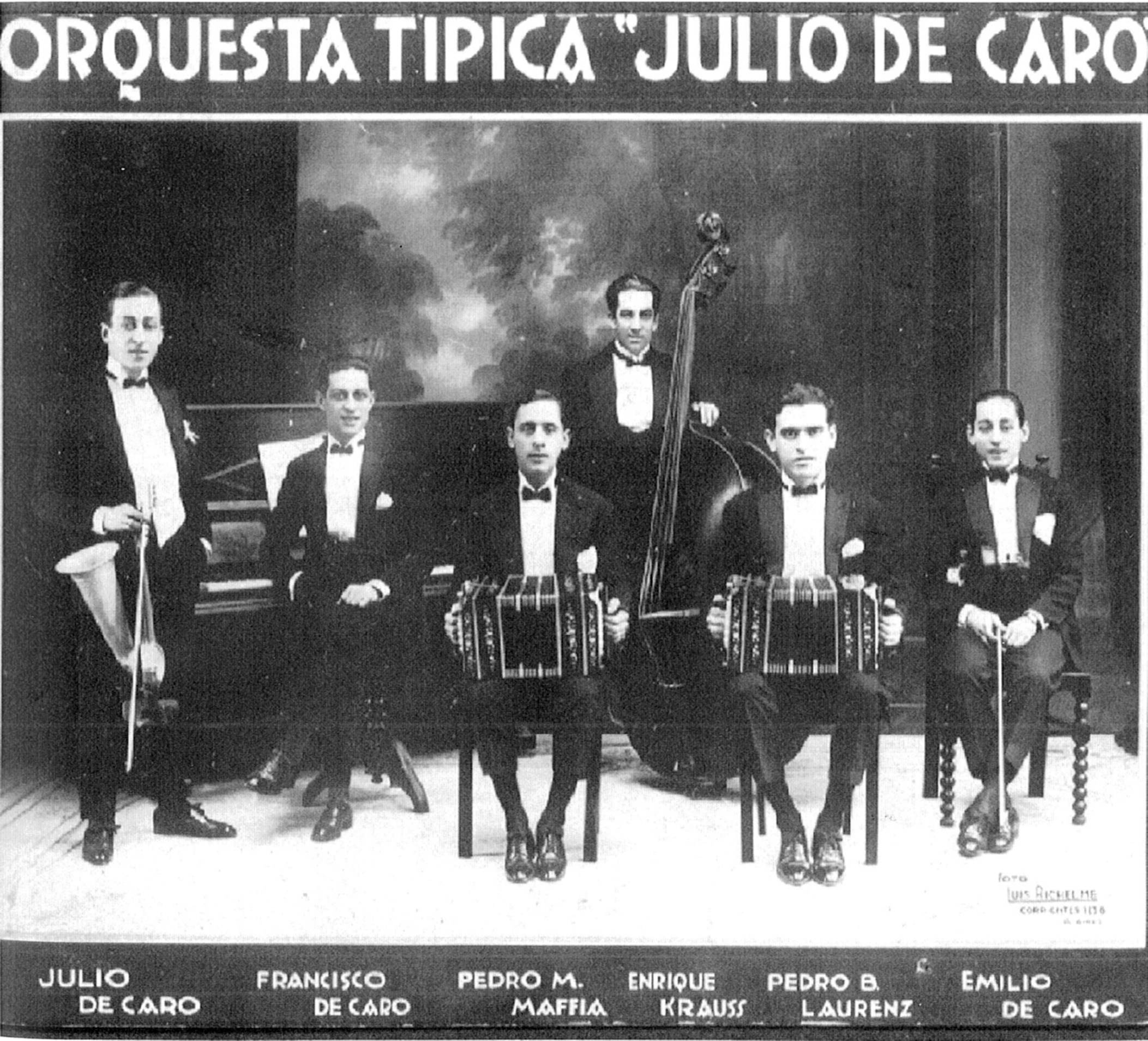
Um eine größere Lautstärke zu erreichen, wurde die Violine De Caros durch einen Schalltrichter verstärkt (Strohgeige, „violín corneta“)

Julio De Caro (* 11. Dezember 1899 in Buenos Aires; † 11. März 1980 ebenda) war ein argentinischer Musiker (Violinist), Komponist und Leiter eines Orquesta Típica des Tango. Er stammte aus einer italienischen Musikerfamilie.

## Einige Kompositionen
| - Adiós al la "Real" - Al Buenos Aires que se fue - A mi violín corneta - Aníbal Troilo - Boedo - Buen amigo - Chiclana - Copacabana - El Arranque - El Bajel - El Monito | - El tigre del bandoneón - Enamorado - La Ciudad que conocí - La Mazorca (gemeinsam mit Francisco De Caro) - Mala cría - Mala junta (gemeinsam mit Pedro Laurenz) - Mala pinta - Mi curanto (gemeinsam mit Francisco De Caro) - Minotito - Mont Beguín | - Muchacho de antes - Pulgarín (gemeinsam mit José María Rizzuti) - Pura labia (gemeinsam mit Francisco De Caro) - Rayuelo - Si manchas en mi Contursi - Si preguntan por mí - Sueño dorado - Tierra querida - Tiny (gemeinsam mit Pedro Maffia) - Todo corazón - Violín de Murat |  |

## Diskografie (Auswahl)
Julio De Caro y su Orquesta Típica
78rpm
| - Mary / Feliz viaje (1927) - Pato...cua, cua! / Sentencia (1927) - Rayuela / Tierra querida (1927) - Yvette / La Ruyela (1930) - Lamento reo (1931) - Don Quijote / Filigrana (1939) | - Misa maleva (1939) - Quejas de bandoneón / Hasta la vuelta (1939) - Côte de Azur / Hasta el otro carnaval (1939) - Pucho que va lindo / La Sufrida (1939) - Flores negras / Buen amigo (1942) |  |

LPs
| - Julio De Caro - Época de Oro (1959) - Julio De Caro - Vol. 2 (1965) - Julio De Caro - Vol. 3 (1967) - Guardia Vieja (1970) - Julio De Caro (1929-1930) (1972) | - Testemonios: Tangos de la época de oro - Vol. 1 (1973) - Testemonios: Tangos de la época de oro - Vol. 2 (1973) - Tango vigente (1974) - Recuerdo (1976) - Julio De Caro - Gigante del Tango (1979) |  |

CDs
- Julio De Caro y su Sexteto (1926-1928) (1989)
- Todo corazón (1924-1928) (1997)
- 40 grandes éxitos (1999)